# Christoph Breitkreuz
Fabian Christoph Breitkreuz (* 16. Dezember 1955 in Berlin) ist ein deutscher Geologe und Hochschullehrer.

## Leben und wissenschaftlicher Werdegang
Fabian Christoph Breitkreuz studierte von 1975 bis 1980 an der Technischen Universität Berlin Geologie, wo er 1982 über die „Genese und Geochemie von mesozoischen Plutoniten in Nordchile“ promoviert wurde, seine Habilitation erfolgte 1986 ebenda zum Thema „Paläozoische Sedimente und Vulkanite in Nordchile“. Finanziert durch Forschungsprojekte der Deutschen Forschungsgemeinschaft (DFG) folgten weitere Arbeiten an nordchilenischen und nordwestargentinischen paläozoischen Abfolgen bis in das Jahr 1994 (in Kooperation mit der Universidad Católica del Norte in Antofagasta und der Universidad Nacional de Salta). Schwerpunkte waren die geochronologische und biostratigraphische Alterseinstufung sowie die geodynamische und vulkanologische Entwicklung der paläozoischen Abfolgen in der genannten Region. Assoziiert mit dem DFG-Sonderforschungsbereich Geologische Probleme arider Gebiete nahm Breitkreuz an Geländeaufenthalten (1990 und 1992) in känozoischen Vulkanfeldern in Nordwest-Sudan teil. Ein weiteres Projekt war die vulkanosedimentäre Entwicklung des unterpermischen Collio-Beckens in den italienischen Alpen, in Kooperation mit der Universität Pavía und der Universität Genua.
Breitkreuz führte Lehrvertretungen an der Freien Universität Berlin (1989; 1998–1999) und an der Ruprecht-Karls-Universität Heidelberg (1990/91) durch. Im Zeitraum 1987 bis 2000 war er Privatdozent an der TU Berlin. Ein zweijähriger Studienaufenthalt führte ihn 1992 bis 1994 auf der Basis eines DFG-Forschungsstipendiums an die University of Kansas. Hier standen Untersuchungen der Vulkanologie und ihrer hydrothermalen Überprägung von paläozoischen Abfolgen in Nordchile im Vordergrund.
Mit dem Antritt eines fünfjährigen DFG-Heisenberg-Stipendiums 1995 am Potsdamer GeoForschungsZentrum begann Breitkreuz mit der Untersuchung von spätpaläozoischen Vulkanzentren in Mitteleuropa einen neuen Forschungsschwerpunkt.
Im April 2000 übernahm Breitkreuz eine C4-Professur an der Technischen Universität Bergakademie Freiberg mit den Schwerpunkten Allgemeine und Historische Geologie. Von 2006 bis 2010 wirkte er darüber hinaus als Prorektor für Außenbeziehungen an der Leitung der Universität mit. Das Geologische Institut der TU Bergakademie leitete er von 2015 bis zum Jahr 2021 als geschäftsführender Direktor.
Neben den Arbeiten im Spätpaläozoikum Mitteleuropas fanden Kooperationsprojekte in Ägypten (mit der Menoufia University, Shibin El kom) und in Marokko (mit der Moulay Ismail University in Meknes) statt. Hier wurde die geodynamische Entwicklung und der vulkanologische Stil von spätpräkambrischen und kambrischen Abfolgen untersucht. Weitere Projekte zur Genese spätpaläozoischer Vulkankomplexe wurden mit der Universität Warschau, der Universität Posen und der Universität Breslau sowie mit den Geologischen Diensten in Warschau und in Prag abgeschlossen. 2012 nahm Breitkreuz an der IODP 340 Cruise rund um die zentralen Kleinen Antillen teil. Ein Schwerpunkt war die Genese und Geochronologie von vulkaniklastischen Turbiditen.
Unter der Leitung von Breitkreuz und unter Mitarbeit von Michael Magnus wurde seit dem Jahr 2000 im Geologischen Institut der TU Bergakademie das Center for Volcanic Textures (CVT) aufgebaut, in dem über 2000 Gesteinsproben und loses vulkanisches Material zusammengetragen wurde. Einige vulkanotexturelle Untersuchungen an CVT Material wurden veröffentlicht.
Breitkreuz war an der Veröffentlichung von ca. 140 Papers beteiligt, die ca. 3300 mal zitiert wurden (h-Index von 32 in Google Scholar).

## Monografien und Bücher
- Das Paläozoikum in den Kordilleren Nordchiles (21° - 25° S). = Geotektonische Forschungen; H. 70. Schweizerbart, Stuttgart 1986, ISBN 3-510-50036-9.
- mit Heinrich Bahlburg: Grundlagen der Geologie. 5. Aufl. Springer Spektrum, Berlin 2017, ISBN 978-3-662-54930-8.
- mit Olaf Elicki: Die Entwicklung des Systems Erde. Springer, Berlin/Heidelberg 2016; 2. Auflage 2023, ISBN 978-3-662-65763-8.
- herausgegeben mit   Sergio Rocchi: Physical geology of shallow magmatic systems - Dykes, sills and laccoliths. Springer, Cham 2018, ISBN 978-3-319-14083-4.